# Красимир Дунев
Красимир Дунев е български гимнастик.

## Биография
Състезател по спортна гимнастика. Сред неговите успехи са:
- Вицешампион на висилка от летните олимпийски игри в Атланта през 1996 г.
- Европейски шампион на висилка (Копенхаген, 1996).
- Вицешампион на висилка от СП в Пуерто Рико (1996).

От 1996 до 2007 година живее и работи в САЩ. Треньор е със „Сан Матео гимнастик“ в Сан Франциско. Женен е, а съпругата му Ани е треньорка по спортна гимнастика. Имат две деца – Никол и Майкъл.
В края на 2007 година Дунев се прибира в България. Заедно с Йордан Йовчев създават в Пловдив гимнастически клуб „Йовчев-Дунев“.
През октомври 2013 година Красимир Дунев е избран единодушно за президент на Българската федерация по спортна гимнастика по време на извънредното общо събрание на централата.

## Телевизионни изяви
През 2023 година взима участие в сезон 5 на „Игри на волята“, риалити предаване на Нова телевизия, базирано на колумбийския формат Desafio. Участва заедно с дъщеря си Никол Дунев. Завършва на четвърто място.